# Kaple Panny Marie Bolestné (Semechnice)
Kaple Panny Marie Bolestné, někdy uváděná jako Kaple Nanebevzetí Panny Marie, nebo i jako Kostel Panny Marie Bolestné je římskokatolická kaple v Semechnicích. Patří do farnosti Opočno.

## Historie
Kaple ke cti Panny Marie byla v Semechnicích postavena v roce 1892 z milodarů, které sbírkami mezi občany obce shromáždil V. Rathouský z č. p. 90. Značnou část svého jmění na postavení kaple odkázala paní Alžběta Chmelíková z Podchlumí. Kaple byla běžně opravována a udržována zpravidla obyvateli obce. Poslední generální oprava byla provedena v roce 1992. Po generální opravě, při příležitostí 100. výročí od postavení, byla kaple dne 6. září 1992 znovuvysvěcena kanovníkem Javůrkem z Farního úřadu Opočno.